# Меляне
Ме́ляне (болг. Меляне) — село в Монтанській області Болгарії. Входить до складу общини Георгій-Дамяново.

## Населення
За даними перепису населення 2011 року у селі проживали 157 осіб.
Національний склад населення села:
| Національність   | Кількість осіб | Відсоток |
| ---------------- | -------------- | -------- |
| болгари          | 147            | 95,5%    |
| цигани           | 7              | 4,5%     |
| турки            | 0              | 0%       |
| інша             | 0              | 0%       |
| не визначились   | 0              | 0%       |
| Всього відповіли | 154            |          |

Розподіл населення за віком у 2011 році:
Динаміка населення: